# Liste der Landschaftsschutzgebiete im Landkreis Göttingen
Die Liste der Landschaftsschutzgebiete im Landkreis Göttingen enthält die Landschaftsschutzgebiete des Landkreises Göttingen in Niedersachsen.

## Altkreis Göttingen
| Bild                               | Nummer         | Bezeichnung des Gebietes                                          | Fläche in Hektar | WDPA-ID   | Koordinaten | Datum der Verordnung |
| ---------------------------------- | -------------- | ----------------------------------------------------------------- | ---------------- | --------- | ----------- | -------------------- |
| LSG Leinebergland                  | LSG GÖ 00009   | Leinebergland                                                     | 25706,00         | 322560    | Position    | 1986                 |
|                                    | LSG GÖ 00012   | Fulda und Fuldaufer                                               | 12,90            | 320928    | Position    | 1984                 |
|                                    | LSG GÖ 00014   | Untereichsfeld                                                    | 11178,10         | 324598    | Position    | 1989                 |
| LSG Weserbergland - Kaufunger Wald | LSG GÖ 00015   | Weserbergland - Kaufunger Wald                                    | 28501,80         | 325317    | Position    | 1989                 |
|                                    | LSG GÖ 00016   | Buchenwälder und Kalkmagerrasen zwischen Dransfeld und Hedemünden | 1600,00          | 555547221 | Position    | 2011                 |
| LSG Leinetal                       | LSG GÖ-S 00001 | Leinetal                                                          | 6122,50          | 322562    | Position    | 1992                 |

## Altkreis Osterode am Harz
| Bild                      | Nummer        | Bezeichnung des Gebietes          | Fläche in Hektar | WDPA-ID | Koordinaten | Datum der Verordnung |
| ------------------------- | ------------- | --------------------------------- | ---------------- | ------- | ----------- | -------------------- |
| Flächen an der Pipinsburg | LSG OHA 00001 | Pipinsburg                        | 6,80             | 323677  | Position    | 1965                 |
| Rhumequelle               | LSG OHA 00006 | Rhumequelle                       | 11,00            | 323882  | Position    | 1968                 |
| LSG Harz                  | LSG OHA 00010 | Harz (Landkreis Osterode am Harz) | 30020,20         | 321403  | Position    | 2000                 |